# Klonowa Wola
Klonowa Wola – wieś sołecka w Polsce położona w województwie mazowieckim, w powiecie grójeckim, w gminie Warka.
Wieś leży na północ od Warki. Nieznana jest data jej powstania. Wymieniona jest w dokumencie z 1828 roku, kiedy to wchodziła w skład dóbr królewskich, które car Mikołaj I przekazał Skarbowi Królestwa Polskiego. Zarząd Ekonomii Państwowej do 1833 roku znajdował się w Potyczy, później w Moczydłowie.
W 1833 roku wieś została przyłączona do dóbr Konary. Miała wtedy 11 domów i 258 mórg ziemi uprawnej. Po uwłaszczeniach w 1867 roku stała się wsią włościańską i należała do gminy Konary.
Od roku 1933 w Klonowej Woli znajdowała się siedziba gminy Konary. W czasie II wojny światowej, w sierpniu 1944 roku, w trakcie walk na przyczółku warecko-magnuszewskim, Niemcy wysiedlili z niej mieszkańców. 
W latach 1954–1972 wieś należała i była siedzibą władz gromady Klonowa Wola, później w gminie Warka. 
W latach 1975–1998 miejscowość administracyjnie należała do województwa radomskiego.